# یواس‌اس التیا (اس‌پی-۲۱۸)
یواس‌اس التیا (اس‌پی-۲۱۸) (به انگلیسی: USS Althea (SP-218)) یک کشتی بود که طول آن ۶۰ فوت (۱۸ متر) بود. این کشتی در سال ۱۹۰۷ ساخته شد.